# Wilhelm Hirsch (Politiker, 1861)
Heinrich Theodor Wilhelm Hirsch (* 22. August 1861 in Goslar; † 1. Oktober 1918 in Essen) war Syndikus einer Handelskammer und Mitglied des Deutschen Reichstags.

## Leben
Hirsch  besuchte das Realgymnasium zu Goslar und studierte Staatswissenschaften an den Universitäten Leipzig und Berlin. Von 1887 bis 1897 war er volkswirtschaftlicher Sekretär des Centralverbandes Deutscher Industrieller. Seit 1897 war er Syndikus der Handelskammer für die Kreise Essen, Mülheim an der Ruhr und Oberhausen. Weiter war er Stadtverordneter in Essen seit 1900, Mitglied des Provinziallandtags der Rheinprovinz, Stellvertretendes Mitglied des Bezirkseisenbahnrats zu Köln, des Rhein-Wasserstraßenbeirats, des Wasserstraßenbeirats für den Rhein-Herne-Kanal und die Lippewasserstraße sowie des Gesamtwasserstraßenbeirats.
Ab 1901 war er Mitglied des Preußischen Abgeordnetenhauses und ab 19. Januar 1916 war er Mitglied des Deutschen Reichstags für den Wahlkreis Merseburg 6 (Sangerhausen, Eckartsberga) und die Nationalliberale Partei.
Er war Mitglied im Alldeutschen Verband.